# Bíldudalur
Bíldudalur est une localité islandaise de la municipalité de Vesturbyggð située à l'ouest de l'île. En 2011, le village comptait 166 habitants.

## Démographie
Évolution de la population :
2011 : 166
2016 : 207
2021 : 238

## Économie
Un aérodrome dessert le village.

## Patrimoine naturel et architectural
La localité abrite le musée du monstre marin, qui sert aussi de salle de concert-buvette.

## Jumelage
- Ammassalik (Groenland)